# Chalid Muhammad Saʿid

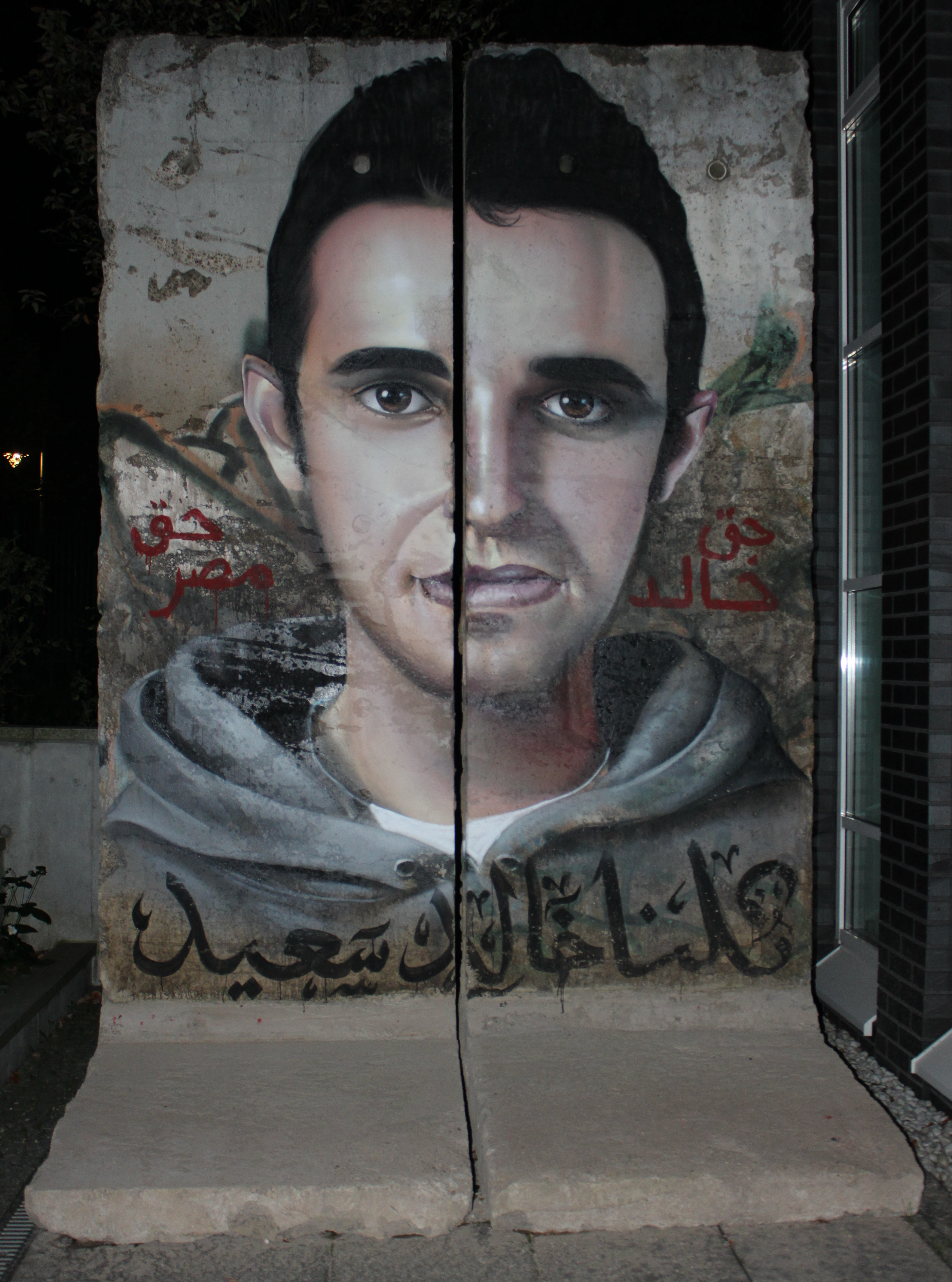
Chalid Saʿid Graffiti auf Berliner Mauer

Chalid Muhammad Saʿid (ägyptisch-Arabisch خالد محمد سعيد Khaled Mohamed Saeed, DMG Ḫālid Muḥammad Saʿīd; * 27. Januar 1982; † 6. Juni 2010 in Alexandria) war ein ägyptischer Blogger, der in Alexandria von der dortigen Polizei des Mubarak-Regimes auf offener Straße totgeschlagen und -getreten wurde.
Das Foto von Saʿids Leiche wurde im Internet veröffentlicht, was zu Protesten und der Schaffung einer Facebook-Seite als Denkmal für Saʿid führte. Aufgrund der Teilnahme bzw. des Interesses Hunderttausender räumte die ägyptische Regierung unter Mubarak ein, dass Geheimpolizisten für den Tod Saʿids die Verantwortung trügen.
Wegen dieser Geschehnisse wurde er zu einer Symbolfigur der Revolution in Ägypten 2011.

## Misshandlungen und Tod am 6. Juni 2010

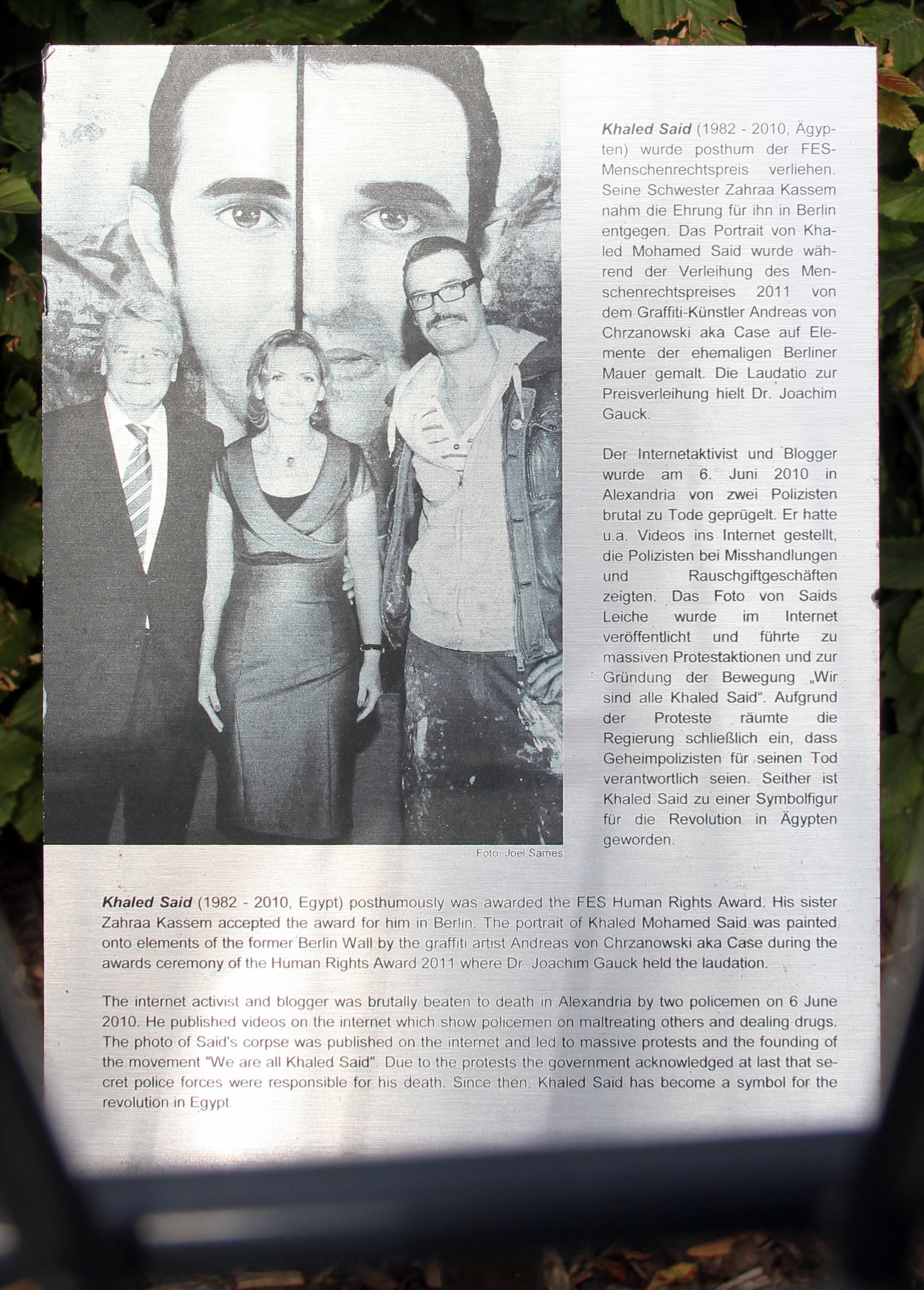
Gedenktafel, Reichpietschufer 92, in Berlin-Tiergarten

Khaled Mohammed Said befand sich am 6. Juni 2010 in einem Internetcafé in Kleopatra, einem Stadtviertel von Alexandria. Er saß an einem der Computer, als zwei Polizisten in Zivil hereinstürmten. Sie hatten sich – wie man später herausfand – im gegenüberliegenden Café aufgehalten bzw. auf ihn gewartet. Sie verlangten zunächst Ausweispapiere von Khaled, dann jedoch packten sie ihn, drehten ihm die Arme auf den Rücken, schlugen ihn mit dem Kopf auf eine Marmortischplatte, zerrten ihn aus dem Internetcafé hinaus auf die Straße und in den Eingang eines Nachbarhauses. Dort gingen die Misshandlungen weiter. Nach Zeugenaussagen griffen die beiden Polizisten in Khaleds Haar, um ihn dann immer wieder mit dem Gesicht gegen die eiserne Eingangstür und auf die marmornen Treppenstufen im Eingangsbereich des Nachbarhauses zu schlagen. Obwohl Khaled inzwischen bewusstlos war, traten und schlugen die beiden Polizisten immer weiter auf ihn ein. Nachdem sie von ihm abließen, telefonierten sie mit ihrer Station (Sidi Gaber) und orderten ein Polizeifahrzeug. Als der Wagen vorfuhr, warfen sie den reglosen Körper in das Fahrzeug, fuhren dann zur nahegelegenen Polizeistation Sidi Gaber. Etwa zehn Minuten später kehrte das Polizeifahrzeug zum Internetcafé zurück. Man zog den leblosen Körper von Khaled aus dem Wagen und warf ihn in den Hauseingang, wo er zuvor totgeschlagen worden war. Der Brustkorb war zerquetscht, Schädel und Zähne eingeschlagen, der Kiefer gebrochen, das Gesicht von den Schlägen und Tritten bis zur Unkenntlichkeit entstellt – die Aufnahmen des Getöteten zirkulierten seither im Internet.

## Reaktionen

### Amnesty International
„The horrific photographs are shocking evidence of the abuses taking place in Egypt which are in stark contrast to the image of the country depicted today by Egyptian officials to members of the UN Human Rights Council….These pictures are a rare, first-hand glimpse of the routine use of brutal force by the Egyptian security forces, who expect to operate in a climate of impunity, with no questions asked.“

„Diese schrecklichen Bilder sind ein erschütternder Beweis für die Übergriffe die in Ägypten stattfinden. Sie stehen in starkem Kontrast zu dem Image, das von offiziellen ägyptischen Stellen an die Mitglieder des UN Human Rights Council übermittelt wird. Diese Fotos werfen ein seltenes Schlaglicht auf die von ägyptischen Sicherheitskräften Tag für Tag ausgeübte brutale Gewalt. Ihre Mitglieder gehen davon aus, dass sie völlig straffrei ausgehen und ihnen keine Fragen gestellt werden.“

 schrieb Amnesty International und forderte eine unabhängige Untersuchung der Bluttat.
Amnesty International spricht das so genannte Notstandsgesetz an, welches das gesamte öffentliche Leben Ägyptens beherrscht. Die Ausrufung des Ausnahmezustandes war Folge des Anschlags fundamentalistischer Angehöriger der ägyptischen Streitkräfte auf den ehemaligen ägyptischen Staatspräsidenten Sadat im Jahre 1981. Es blieb während der Regierung Mubarak permanent in Kraft und wurde erst am 11. Mai 2010 um weitere zwei Jahre verlängert. Das Ausnahmerecht setzt die konstitutionellen Rechte außer Kraft. Politische Aktivitäten jeder Art, Versammlungen, Demonstrationen können begrenzt oder gänzlich verboten werden. Das Gesetz verleiht Polizei und Justiz nahezu unbeschränkte Macht. Jeder kann ohne Angabe von Gründen, ohne Anklage verhaftet, misshandelt, gefoltert und von Sondergerichten zu beliebig langer Haft „verurteilt“ werden. Menschenrechtler schätzen, dass bis zu 30.000 Bürger ohne Anklage in ägyptischen Gefängnissen eingekerkert sind.

### Reaktion von Innenministerium und Polizei
Die Polizeiführung in Alexandria bestritt jede Verantwortung an Khaleds Tod. Am 12. Juni 2010 gab das Innenministerium eine offizielle Erklärung ab, in der es hieß:

„The truth of the matter is that two members of the Sidi Gaber police station investigations unit… saw Said accompanied by one of his friends, and when the two police officers approached them, Said swallowed a small packet. It subsequently became clear that this packet contained drugs. Said was asphyxiated when he swallowed it, leading to his death.“

„Die Wahrheit in dieser Angelegenheit ist, dass zwei Ermittlungsbeamte der Polizeistation Sidi Gaber….Said in Begleitung eines seiner Freunde erblickten. Als die beiden Polizeibeamten sich ihnen näherten, verschluckte Said ein kleines Päckchen. Im Nachhinein konnte geklärt werden, dass dieses Päckchen Drogen enthielt. Said bekam durch das Verschlucken keine Luft mehr, was [dann] zu seinem Tod führte.“

In der Erklärung wurde außerdem behauptet, dass Khaled Said ein wegen Diebstahls und illegalen Waffenbesitz bereits zweimal in Abwesenheit verurteilter „gesuchter Krimineller“ sei und vom Militärdienst desertiert sei. Abgesehen davon, dass die erhobenen Anschuldigungen sich als falsch erwiesen, hätte keines der Khaled zur Last gelegten Vergehen gerechtfertigt, ihn zu misshandeln und zu ermorden.

### Untersuchung der Staatsanwaltschaft und erste Autopsie
Der den Fall untersuchende Staatsanwalt suchte den Tatort nicht auf und vernahm lediglich zwei „Zeugen“, die ihm von der Polizei genannt worden waren. Diese beiden „Zeugen“ sagten aus, dass Khaled beim Auftauchen der beiden Polizisten im Internetcafé ein Päckchen Drogen heruntergeschluckt habe. Die von der Staatsanwaltschaft angeordnete (erste) Autopsie des Opfers ergab dann auch genau das: Der Pathologe kam zu dem Ergebnis, dass Khaled ein Päckchen Drogen verschluckt habe und in Folge daran erstickt sei.
Er ordnete die Beerdigung von Khaled an.
Die Familie von Khaled Mohammed Said bestritt diese Darstellung der Polizei. Es sei vielmehr so gewesen, dass Khaled mit dem Handy einen Film aufgenommen habe, der dokumentiert habe, wie sich die beiden Polizisten den Profit eines Rauschgiftdeals teilten. „Das war deren Rache“ – so der Bruder des Opfers.

### Zweite Autopsie
Die Anwälte von Khaled Mohammed Saids Familie, Vertreter verschiedener Menschenrechtsorganisationen stellten fest, dass der erste Autopsiebericht von gravierenden Fehlern vollständig durchsetzt war.
Das El-Nadim Center for the Rehabilitation of Victims of Violence in Kairo erklärte:
…the shattered skull, the dislocated jaw, the broken nose, the bruises, the injuries and the testimonies of dozens of witnesses all told a different story: that Khaled was killed by the hands of the men of the Egyptian ministry of interior, of the Egyptian regime. They basically beat him to death.
(„…der zerschmetterte Schädel, der ausgerenkte Kiefer, die gebrochene Nase, die Blutergüsse, die Verletzungen und die Aussagen Dutzender Zeugen sagen alle etwas anderes aus: nämlich: dass Khaled von Leuten des ägyptischen Innenministeriums, von Leuten des Regimes, umgebracht wurde. Sie haben ihn sprichwörtlich totgeschlagen.“)
Human Rights Watch kam zu einer nahezu identischen Beurteilung:
Photos of Said's battered and deformed face published on the internet show a fractured skull, dislocated jaw, broken nose, and numerous other signs of trauma.
(„Die Aufnahmen von Saids zerschlagenem und deformierten Gesicht, die im Internet veröffentlicht wurden zeigen einen zerbrochenen Schädel, ausgerenkten Kiefer, gebrochene Nase und zahlreiche andere Anzeichen von Verletzungen.“)
(S. hierzu auch das Interview mit dem ehemaligen Chefpathologen Dr. Ayman Fouda)
Daraufhin ordnete der Generalstaatsanwalt (attorney general) Abdel Meduid Mahmoud am 14. Juni 2010 eine zweite Autopsie an.
Diese zweite Autopsie kam zu einer identischen Darstellung der Todesursache.
(Zur „unabhängigen“, „unparteiischen“ Durchführung dieser Autopsie s. ebenfalls die Anmerkungen des ehemaligen Chef-Pathologen Dr. Ayman Fouda)
Diese „Ergebnisse“ wurden aber allein durch die im Internet gezeigten Fotos widerlegt.
Die offensichtlichen Widersprüche veranlassten dann die EU-Botschafter in Kairo zu der Erklärung:
Man erwarte eine „unabhängige, transparente und umgehende Untersuchung, die die aufgetretenen Widersprüche glaubwürdig aufklärt“, ließen die Diplomaten die ägyptische Regierung wissen. Und: „Wir gehen davon aus, dass die ägyptischen Behörden die Vorwürfe von Polizeimissbrauch effektiv aufklären und die Täter vor Gericht stellen werden.“

### Verhaftungen und Anklagen
Erst Ende Juni 2010 ordnete die Staatsanwaltschaft dann die vorläufige Festnahme und Verhör der beiden Polizisten Mahmoud Salah Mahmound und Awad Ismail Suleiman an.
Gegen sie wurde Klage erhoben wegen illegal arrest, using physical torture and brutality („unrechtmäßiger Verhaftung unter Einsatz physischer Folter und Brutalität“). Von Mord oder Totschlag war in der Anklage dagegen nicht die Rede. In Ägypten steht darauf eine Strafe von maximal einem Jahr Haft oder 30 Euro.

### Prozess
Am 27. Juli 2010 fand dann vor einem Geschworenengericht eine erste Anhörung von Zeugen statt. Der Prozess wurde dann auf den 25. September 2010 vertagt (für neue Zeugenanhörungen).
Am 25. September wurde eine erneute Vertagung auf den 23. Oktober 2010 beantragt.
Und so sollte es weitergehen. Am 23. Oktober 2010 wurde auf den 27. November 2010 vertagt. Dann auf den 25. Dezember. Dann auf den 22. Januar 2011. Dann auf den 26. Februar 2011. Dann auf den 26. März 2011. Zuletzt wurde der Prozess auf den 21. Mai 2011 vertagt – man könnte auch sagen verschleppt.
Nach der neuerlichen Verhandlung am 21. Mai gab das Gericht bekannt, dass das Urteil am 30. Juni 2011 verkündet werden soll.
Der Strafgerichtshof von Alexandria hat am 30. Juni 2011 den Prozess gegen die zwei Polizisten, die den Tod Chalid Muhammad Saʿid's verschuldet haben sollen, erneut vertagt – diesmal auf den 24. September 2011.
Zugleich sind mehrere Komitees gebildet worden, die die Geschehnisse und Beweismittel nochmals untersuchen sollen.
Ein Komitee – aus drei Professoren der Universitäten Kairo, Alexandria und Ain Shams – soll die bisher vorliegenden Autopsie-Berichte, die noch von der offiziellen forensischen Behörde (des zu dieser Zeit noch herrschenden Mubarak-Regimes) angefertigt wurden, neu beurteilen.
Ein weiteres Komitee – aus Professoren der Universität Kairo / Fakultät der Schönen Künste – soll die Authentizität der Fotos, die das durch die Misshandlungen entstellte Gesicht von Khaled Saeed zeigen, überprüfen. Die Echtheit dieser Fotos, die ins Internet gestellt worden waren, wird von Seite der Angeklagten weiterhin in Zweifel gezogen.
Chalid Muhammad Saʿid's Anwälte und Angehörige begrüßten die Entscheidung des Gerichts.
This was our request from the beginning. We have been troubled by the state-sponsored autopsy, which we all know was manipulated.
(„Das war, was wir von Anbeginn an verlangt hatten. Wir hatten Bedenken gegen die staatlich angeordnete Autopsie, von der wir alle wissen, dass sie manipuliert war.“) erklärte Chalid Muhammad Saʿid's Anwalt Rafaat Nawar.
Am 24. September 2011 wurde der Prozess erneut vertagt – auf den 22. Oktober 2011.
Richter Moussa al-Nahrawy will den Anwälten von Klägern und Angeklagten die Möglichkeit geben, das Gutachten des dritten forensischen Komitees (s. o.) zu überprüfen.

### Erstes Urteil
Am 26. Oktober 2011 wurden die beiden Polizeibeamten, die Chalid Muhammad Saʿid zu Tode geprügelt hatten, von einem Strafgericht in Alexandria zu sieben Jahren Haft verurteilt.
Die Anwälte der Familie von Chalid Muhammad Saʿid hatten gefordert, die Anklage von Totschlag auf Mord zu verschärfen. Das Gericht hatte diesem Antrag jedoch nicht stattgegeben und stattdessen für Totschlag im Amt die Höchststrafe ausgesprochen – aus Sicht der ägyptischen Demokratie-Aktivisten ein viel zu mildes Urteil. Abgesehen davon wurden weder die Offiziere, die den beiden Polizisten damals die Befehle gegeben hatten, noch der ursprüngliche Gerichtsmediziner belangt. Familienanwalt Hafez Abu Saada hat einen Antrag angekündigt, das Verfahren erneut aufzunehmen, diesmal mit der Anklage "Mord durch Folter im Amt".

### Entlassung des Leiters der Rechtsmedizinischen Untersuchungsbehörde
Justizminister Mohamed Abdel Aziz el-Gendy veranlasste am 4. Mai 2011 den Rücktritt des Leiters der Forensischen (Rechtsmedizinischen) Untersuchungsbehörde Dr. el-Sebai Ahmed el-Sebai und ernannte Dr. Ihsan Kemeel Georgy zu seinem Nachfolger.
In einer Talk-Show bei ONTV, an der El-Sebai teilnahm, waren Korruptionsfälle in der Forensischen Untersuchungsbehörde thematisiert worden. Auf die von dieser Behörde bei Chalid Muhammad Saʿid durchgeführten Autopsien (s. o.) angesprochen, bestand El-Sebai weiterhin darauf, dass Chalid Muhammad Saʿid durch das Verschlucken eines Päckchens Drogen erstickt und keinesfalls von Polizisten ermordet worden sei. Im Verlauf der TV-Show wurde El-Sebai weiterhin beschuldigt Autopsien der Opfer, die während der Anti-Mubarak Proteste getötet worden waren, manipuliert zu haben. El-Sebai behauptete, dass diese Menschen durch Geschosse umgebracht worden seien, die von der ägyptischen Polizei nicht eingesetzt würden.
Als sich verständlicherweise Protest formierte, beauftragte Premierminister Sharaf Justizminister El-Gendy eine Untersuchungskommission zu bilden, die El-Sebai zu den gegen ihn in der ONTV-Show erhobenen Vorwürfen befragen soll.

### Zweites Urteil
Der Kassationsgerichtshof hatte einen neuen Prozess angeordnet. Bei der erneuten Urteilsverkündung des Strafgerichts in Alexandria am 3. März 2014 erhielten die zwei Polizeibeamten eine Haftstrafe von jeweils 10 Jahren. Die Anwälte der Polizisten kündigten an, erneut den Kassationsgerichtshof anzurufen.